# Therese Niss
Therese Niss, auch Maria-Theresia Niss-Mitterbauer (* 31. Juli 1977 in Salzburg als Maria Theresia Mitterbauer) ist eine österreichische Unternehmerin und Politikerin der Österreichischen Volkspartei (ÖVP). Vom 9. November 2017  bis zum 23. Oktober 2024 war sie Abgeordnete zum Nationalrat.

## Leben

### Ausbildung und Beruf
Maria Theresia Mitterbauer wurde als Tochter von Bibiana und Peter Mitterbauer geboren. Ihr Vater war von 1996 bis 2004 Präsident der Industriellenvereinigung. Ihr Bruder Franz-Peter Mitterbauer ist seit 2013 Vorstandsvorsitzer der Miba AG. Nach dem Besuch der Volksschule und des Realgymnasiums in Gmunden studierte sie Rechtswissenschaften an der Universität Wien, wo sie 2002 mit einer Dissertation mit dem Titel Der Kommissionsvorschlag für eine neue Durchführungsverordnung zu den Art 81 und 82 EG-V: eine Analyse der Auswirkungen auf die Rechtssicherheit der Unternehmen promovierte. Außerdem erwarb sie den Grad Master of Business Administration (MBA) an der IESE Business School in Barcelona. Von 2008 bis 2013 war sie geschäftsführende Gesellschafterin der High Tech Coatings GmbH, einer Division der Miba AG. Seit 2013 ist sie im Vorstand der Mitterbauer Beteiligungs-AG, der Alleineigentümerin der Miba AG. Seit 2012 ist sie außerdem Mitglied im Aufsichtsrat der Österreichischen Forschungsförderungsgesellschaft.
Anfang 2019 wurde sie vom Industriemagazin auf der Liste der einflussreichsten Frauen der österreichischen Wirtschaft unter den Top 10 genannt. Im Februar 2019 wurde sie in den strategischen Beirat der Christian Doppler Forschungsgesellschaft (CDG) berufen.

### Politik
Ab 2009 war sie in Nachfolge von Martin Ohneberg Bundesvorsitzende der Jungen Industrie (JI), 2017 wurde sie in dieser Funktion von Andreas Wimmer abgelöst.
Bei der Nationalratswahl 2017 kandidierte sie hinter Spitzenkandidat  Karl Mahrer für die Wiener Volkspartei auf dem zweiten Platz der Landesliste. Am 9. November 2017 wurde sie als Abgeordnete zum österreichischen Nationalrat angelobt. Im Zuge der Regierungsbildung der Bundesregierung Kurz I nach der Nationalratswahl verhandelte sie auf ÖVP-Seite in der Fachgruppe Digitalisierung und Innovation. Im ÖVP-Parlamentsklub fungiert sie als Bereichssprecherin für Digitalisierung, Forschung und Innovation.
Bei der Nationalratswahl 2019 kandidierte sie hinter ÖVP-Spitzenkandidat Gernot Blümel erneut auf dem zweiten Listenplatz im Landeswahlkreis Wien. Im Rahmen der Koalitionsverhandlungen zur Regierungsbildung 2019 verhandelt sie in der Hauptgruppe Bildung, Wissenschaft, Forschung und Digitalisierung. Im Februar 2023 legte sie ihre Funktion als Digitalisierungs-, Forschungs- und Innovationssprecherin zurück und übergab diese an Eva-Maria Himmelbauer und Joachim Schnabel. Niss blieb Bereichssprecherin für Weltraumforschung und war 2023 die Vorsitzende der interparlamentarischen Weltraumkonferenz.
Nach der Nationalratswahl 2024 schied sie mit 23. Oktober 2024 aus dem Nationalrat aus.